# اینگرید نوکرک
اینگرید نوکِرک (به انگلیسی: Ingrid Newkirk) (زاده:۱۱ ژوئن ۱۹۴۹ میلادی) یک فعّال حقوق حیوانات و رئیس بنیاد مردمی رعایت اصول اخلاقی در برابر حیوانات بزرگترین سازمان حامی حقوق حیوانات و متولد بریتانیا است.